# Stazione di Milano Lancetti
La stazione di Milano Lancetti è una stazione ferroviaria del passante ferroviario di Milano, ubicata in viale Lancetti nei pressi del dismesso scalo merci Farini, nella zona nord di Milano.

## Storia

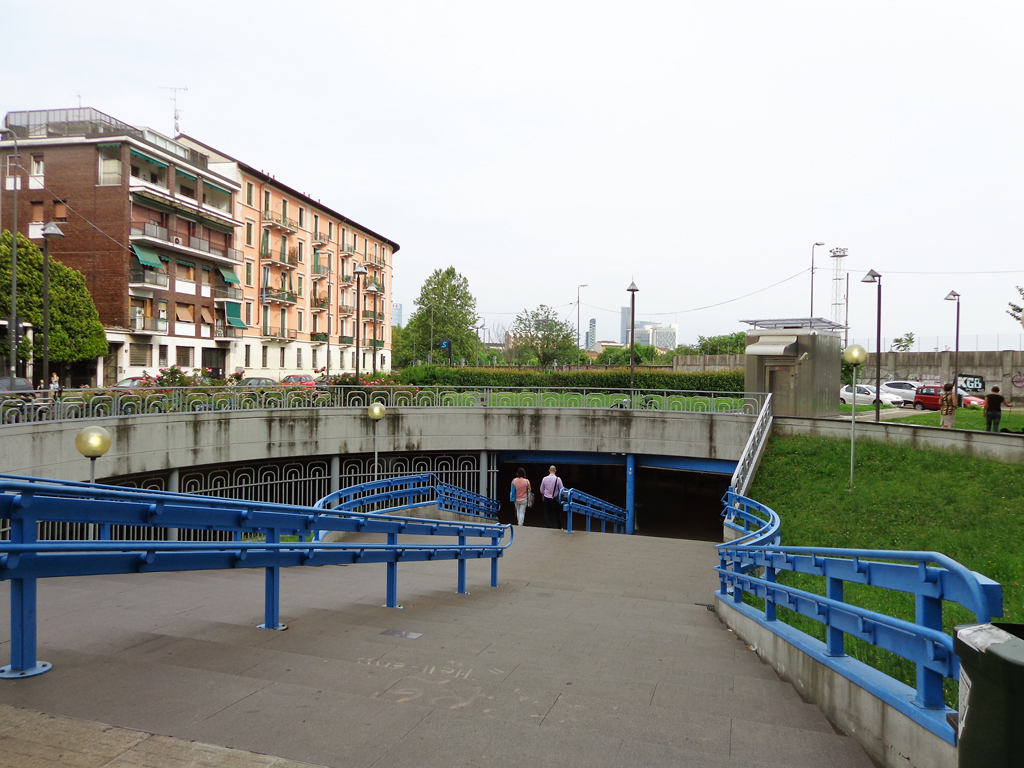
Scala d'accesso alla stazione di Milano Lancetti

La stazione fu attivata il 21 dicembre 1997, insieme al primo tratto del passante ferroviario di Milano, da Bovisa a Porta Venezia.
Dal 30 maggio 1999, in seguito all'attivazione del cosiddetto "ramo Certosa", divenne stazione di diramazione.

## Strutture ed impianti
L'impianto è una stazione sotterranea dotata di quattro binari passanti, serviti da due banchine a isola e tutti in uso per il servizio passeggeri.

## Movimento
La stazione è servita dalle linee S1, S2, S5, S6, S12 e S13 del servizio ferroviario suburbano di Milano.

## Interscambi
Nelle vicinanze della stazione effettuano fermata alcune linee urbane, tranviarie e filoviarie, gestite da ATM.
- Fermata tram (Lancetti, linea 2)
- Fermata filobus (Lancetti, linea 92)

## Servizi
- Emettitrice automatica biglietti
- Scale mobili